# Barbara Pittman
Barbara Pittman (6 avril 1938 - 29 octobre 2005) est une chanteuse américaine de rock 'n' roll et de musique country, l'une des rares chanteuses à enregistrer au studio Sun. Jeune adolescente, elle enregistre quelques démos de chansons pour les autres. Les enregistrements les plus populaires de Pittman incluent I Need A Man sur le label Sun et Two Young Fools in Love, sorti sur le label de Sam Phillips.
Barbara Pittman est entrée au Rockabilly Hall of Fame.

## Biographie
Barbara Pittman naît et grandit à Memphis, Tennessee dans une famille nombreuse. Elle est la voisine d'Elvis Presley. Elle rappelle lors d'une interview : « J'ai chanté avec lui, je le connaissais, j'habitais en bas de la rue quand nous étions enfants au nord de Memphis. Sa mère et la mienne avaient l'habitude de se réunir pour organiser ce qu'ils appelaient des soirées Stanley. Ils les appellent les réunions Tupperware maintenant. J'ai pratiquement vécu à Graceland dans les années 1950 avant qu'Elvis ne parte au service. Il allait m'emmener sur la route avec lui, puis il a été enrôlé ».
Barbara commence à chanter très jeune. Son père joue du violon et son oncle tient un magasin de disques sur Beale Street. Vers l'âge de 12 ans, elle passe une première audition, sans succès, dans les studios de Sam Phillips. En 1955-1956, elle travaille dans les émissions western de Lash LaRue.
En 1956, elle enregistre une démo de la chanson Playing for Keeps qui lui ouvre les portes de Sun Records. Elle y enregistre I Need A Man le 15 avril 1956. Entre 1957 et 1960, elle grave trois autres singles pour Phillips Int., l'autre label de Sam Phillips, ainsi qu'une foule de matériel jamais publié. Ses disques ont peu de succès ; Pittman déclare dans des interviews que cela est dû à un manque de promotion de la part du label,. Sur scène, elle se produit régulièrement en ouverture d'autres artistes comme Johnny Burnette ou The Righteous Brothers.
Après son passage chez Sun, elle déménage en Californie en 1962 et chante pour plusieurs films de motos, dont Wild Angels, Wild on Wheels et Hells Angels, sous le nom de Barbara and the Visitors. Elle participe également à la bande originale du film L'Espion qui venait du surgelé de l'italien Mario Bava en 1966. Pittman enregistre également pour Del-Fi Records, bien qu'aucun matériel ne soit publié par la firme.
Elle fait un bref retour dans les années 1980, se produisant sur scène au Royaume-Uni ou aux Pays-Bas en 1983, et à Houston pour un concert enregistré en 1984.
Barbara Pittman meurt à 67 ans d'une insuffisance cardiaque chez elle, à Memphis, le 29 octobre 2005, dans le plus grand dénuement. Sa maison ayant été saisie, Roland Janes, ancien guitariste chez Sun Records, lance une souscription pour qu'elle puisse être enterrée dignement.

## Discographie

### Singles
- I Need A Man / No Matter Who's To Blame, Sun, 1956
- I'm Getting Better All The Time / Two Young Fools in Love, Phillips International, 1957
- Everlasting Love / Cold, Cold Heart, Phillips Int., 1958
- Handsome Man / The Eleventh Commandment, Phillips Int., 1960

### Compilations
- The Original Sun Sides, Rockhouse, 1983
- I Need A Man, Bear Family, 1989
- Getting Better All The Time, Charly, 1997

### Album live
- Texas Boogie – Recorded Live in Houston, Magnum, 1984